# 東門四少
《東門四少》，2012年台視八點檔連續劇。台灣電視公司製作。由張雁名、房思瑜、梁正群、陳亦飛、林玟誼、楊貴媚、朱德剛主演。2012年7月17日開鏡，2012年8月7日上檔，2012年9月27日精采大結局。本劇以一家百年老字號熟食攤為背景。

## 播出時間
以下時間以當地時間（台灣時間）為準

### 首播
| 頻道                      | 所在地 | 播映日期     | 播出時間               |
| ------------------------- | ------ | ------------ | ---------------------- |
| 台視 （數位頻道同步播出） | 台灣   | 2012年8月7日 | 週一~四晚間20:00~22:10 |

### 重播
| 頻道                          | 所在地 | 播映日期       | 播出時間             |
| ----------------------------- | ------ | -------------- | -------------------- |
| 台視主頻 （數位頻道同步播出） | 台灣   | 2012年8月8日起 | 週一～週五13：00播出 |
| 台視主頻 （數位頻道同步播出） | 台灣   | 2012年8月8日起 | 週二～週四00：10播出 |
| 台視主頻 （數位頻道同步播出） | 台灣   | 2012年8月8日起 | 每週五00：20播出     |

## 故事大綱
|                        | 東門四少，傳家之寶，我的幸福家人一個都不能少... |
| ——《東門四少》官方標語 |                                                 |

某天，朱飄香收到了「那個人」寄來的祖譜，意思是要來搶大清御坊的招牌，故事緣起：
朱家老祖宗朱名策，在清朝是一個很有名很有名的秀才，因為他發現，朱家的祖譜已經遺失了很多代，無從追查，於是他決定從他這一代開始立祖譜，排名的輩分是「名揚四海，威震少壯，永世功勳」，而朱飄香生四個小孩就是少字輩：朱少傳，（陳亦飛飾)、朱少家，（梁正群飾)、朱少之，（張雁名飾)、朱少寶，（林玟誼飾）。朱名策生了兩個兒子，朱飄香（楊貴媚飾）是朱炳揚那一脈，一直到朱四勤，也是傳·家·之·寶的太爺爺，他進到皇宮當御廚，他的兒子朱大海，也就是傳·家·之·寶的老爺爺，他也進皇宮當御廚，後來因為清朝結束了，所以朱大海就離開了皇宮，回到山東創建大清御坊，朱大海只生了一個兒子叫朱威信，後來因為大陸內戰，他什麼也沒帶，就背了一個大清御坊的牌坊來到了台灣，這個朱威信是朱震華（樊光耀飾）、朱飄香的爸爸，也是傳·家·之·寶的爺爺，朱震華是朱飄香的哥哥，也是傳·家·之·寶的舅舅，因為之前犯了一些過錯，被朱威信趕出家門，那朱飄香是女兒，不能登入祖譜，朱家的祖訓就是誰先生男丁誰就繼承大清御坊，那個時候朱威信，不讓犯錯的朱震華繼承大清御坊，所以當年黃振陽（朱德剛飾）才會入贅朱家，目的就是讓朱飄香，保住了大清御坊這塊招牌，所以朱飄香也是一直逼著傳·家·之·寶趕快結婚生子，生出一個"壯"字輩的孩子，這樣才能真正保住大清御坊的招牌也可以把傳·家·之·寶的名字登入祖譜......但因為朱震華不想承認傳·家·之·寶是朱家小孩，所以到現在也還沒登入祖譜......。

## 演員列表

### 朱家（震華精品百貨）
| 演員   | 角色             | 介紹 | 登場集數    |
| 樊光耀 | 朱震華           | 朱飄香之前男友兼養兄，朱威信之子，李富城之乾爹、周紹隆、朱少傳之父 精品百貨公司董事長，想回來爭奪大清御坊的招牌，最後被逮捕。 | 20-31       |
| 鄒承恩 | 周紹隆（朱少龍） | 朱震華之子，朱威信之次孫，朱少傳之弟，朱少之之情敵 接近菁菁是有目的的。有藍帶米其林金牌主廚之稱。 | 20-31       |
| 楊貴媚 | 朱（邱）飄香     | 朱黃震陽之妻，朱震華之前女友兼養妹，朱威信之養女，朱少傳、朱少家、朱少之、朱少寶之母，朱壯志之祖母，朱（陳）子傑之繼祖母，陳雨霏、郭菁菁之婆婆 58歲，大清御坊的頭家，強勢固執、好勝心頑強，糾察隊長，傳統市場界的皇太后，體力也過人，說一不二，對兒子們嚴格，囉嗦、嘮叨，其實是刀子嘴豆腐心，所做的一切全是為孩子。最大缺點，過於強勢，常掛在嘴邊的話”我說了算，如果我不堅持，家裡就沒有今天”，由於太固執反而不近人情，孩子們對這點是有怨言的，但對飄香來說，強勢、固執、堅持是大清御坊能成功的主要原因。一生的煩惱不斷，年輕時煩惱撐不起家業、中年煩惱後繼無人，更煩惱子女成不了家，丈夫常說她是庸人自擾，放下心更寬，但她心中深植著對家業承諾，對子女負責，這是她一輩子甩不掉的責任。 | 1-22、25-31 |
| 朱德剛 | 朱黃振陽         | 朱飄香之夫，朱威信之養女婿，朱少傳之繼父，朱少家、朱少之、朱少寶之父，朱壯志之祖父，朱（陳）子傑之繼祖父，陳雨霏、郭菁菁之公公 60歲，大清御坊頭家的丈夫，家中採買、進貨全靠他，開著貨車到處跑，常讓人誤以為他是大清御坊的貨車司機。入贅朱家，每次有人好奇問他為何入贅，他總是笑笑回答，沒有理由，就是愛飄香，親切隨和、從不發怒，愛說冷笑話，只要老婆和孩子有爭執，不愉快時，他會以幽默自嘲的笑話逗大家，化解緊繃氣氛。對於他來說幫助心愛的人完成夢想，是他一生的職志。 | 1-31        |
| 陳亦飛 | 朱少傳           | 朱震華、朱飄香之子，朱黃振陽之繼子，周紹隆之兄，朱威信之長孫，朱少家、朱少之、朱少寶同母異父之大哥，張欣如之男友 36歲，朱家老大，天然悶騷的在室宅男。憨直，固執，有毅力，被動，是一隻被人拖著走的牛，媽媽的話是聖旨，行為舉止從不逾越媽媽設定的框架，最怕改變，因此守舊是保本的不變原則。最大的嗜好是工作，只有在工作中他才能找到自信。對於感情，害羞，他等著命運替自己做出緣分，敢愛不敢表白，遇到心儀對象，說話結巴是最大罩門，不容易愛上人，一旦愛上則是死心踏地，別人說什麼都撼動不了他的意志。大清御坊主廚。 | 1-31        |
| 張靜之 | 張欣如           | 張父、張母之養女，小智之姊姊，朱少傳之女友 25歲，原是精品百貨公司的行銷企劃部組長，後來完成任務順利升為副理，自尊心強，有強烈的企圖心絕不認輸，上班時看起來認真幹練、打扮也得體，但一回到家就穿充滿污漬的破T恤、破運褲、把頭髮梳成沖天炮，喜愛賴在地板上睡覺、吃零食、喝啤酒，放假時寧可睡覺，也懶得戀愛，披著羊皮的雙面女郎。從小和弟弟小智是孤兒，被養父母領養。 | 1-31        |
| 梁正群 | 朱少家           | 陳雨霏之夫（懷有自己的孩子），朱（陳）子傑之繼父，朱黃振陽、朱飄香之子，朱少傳同母異父之弟，朱少之、朱少寶之二哥，朱壯志之二伯父 32歲，朱家老二，缺少人味的毒舌醫師，龜毛，挑剔，追求完美，自視甚高，本來是好意，但言語從不修飾，因此常得罪人，沒什麼知心朋友，讓人感覺是個鐵石心腸的男人，但最怕的就是女人的淚水。是個生活白癡，除了幫人看牙，什麼都不會。富麗牙醫診所主治醫師。 | 1-26.29-31  |
| 潘慧如 | 陳雨霏           | 朱少家之妻（懷有他的孩子)，朱（陳）子傑之母，朱黃振陽、朱飄香之二媳婦，朱少傳同母異父之弟媳，朱少之、朱少寶之二嫂，朱壯志之二伯母，郭菁菁之妯娌 28歲，曾是倔強嗆辣的單親媽媽，在市場旁開了間精品花坊，溫柔、善良、對藝術有特殊眼光，身材姣好，很會打扮，待人親切，和市場所有人都打成一片。 | 2-31        |
| 沈昶宏 | 朱（陳）子傑     | 6歲，王偉同、陳雨霏之子，朱少家之繼子，朱黃振陽、朱飄香之繼孫，朱少之、朱少寶之繼侄子 小名嘟嘟。血癌（白血病）治療後己全癒。 | 2-31        |
| 張雁名 | 朱少之           | 郭菁菁之夫，朱黃振陽、朱飄香之子，郭志賢、杜美惠之女婿，朱少傳同母異父之弟、朱少家之弟，朱少寶之三哥，朱壯志之父，朱（陳）子傑之繼叔叔，陳雨霏之小叔 28歲，朱家老三，自命風流的掉漆騎士，長相帥氣，談吐幽默，交際手腕一流，最重視自己外在形象，永遠處在自我感覺良好狀態下，衍生出過度自戀而讓人受不了，身邊不乏美女圍繞。對事業有理想和想法，全身充滿著生意人的細胞，最大的本事，一嘴的舌燦蓮花，能把死人說活。不愛讀書，拿到課本就打瞌睡，喜歡玩，活力十足，愛動腦，是學生領袖，學校的頭痛人物，經常惹出無傷大雅的禍端，害得父母常被叫到訓導處罰站。從小就有個願望，把家裡的小攤企業化，甚至發揚光大。                                                                                 | 1-31        |
| 房思瑜 | 郭菁菁           | 朱少之之妻，郭志賢、杜美惠之女，朱黃振陽、朱飄香之三媳婦，朱少傳同母異父之弟媳、朱少家之弟媳，朱少寶之三嫂，朱壯志之母，朱（陳）子傑之繼嬸嬸，陳雨霏之妯娌 28歲，燻雞店千金，直率糊塗的菜鳥記者，好打抱不平，白目，思考力加行動力等於迷糊蛋，忘性比記性強，開朗樂觀，不太會說謊，是個熱愛生命的樂天主義者，反應靈敏，行動敏捷，常常想到什麼就立刻化為行動，但也經常是缺乏深思熟慮給自己帶來麻煩。獨生女，父母為了栽培她，從小安排她學才藝，涉略幾十種卻沒一種搞得懂，唯獨一樣，跆拳道，還會了一點皮毛，但她不輕易動手，只用來對付死對頭少之。曾喜歡少家。 | 1-31        |
|        | 朱壯志           | 0歲，朱少之、郭菁菁之子，朱少家、朱少寶之侄子，朱黃振陽、朱飄香之長孫 | 31          |
| 林玟誼 | 朱少寶           | 朱黃振陽、朱飄香之女，朱少傳同母異父之妹、朱少家、朱少之之妹，陳雨霏、郭菁菁之小姑，朱壯志之姑姑，朱（陳）子傑繼姑姑 20歲，朱家小妹，大學戲劇系三年級學生。集全家恩寵於一身，造就出無人能及的耍賴功力，最厲害的武器撒嬌、淚水。由於小時候爸媽天天在市場忙，三個哥哥就成了她的保母，哥哥們對她沒轍，從小就是媽媽的糾察隊長，無時無刻不盯著哥哥們的一舉一動，一旦有人越矩那人必定烏雲罩頂。 對於外表，她自認全身上下都滿意，但總還是有一點小遺憾，希望眼睛再大一點，鼻子再高一點，老想整型讓自己更美，但又怕針、怕痛、怕血更怕整形失敗。 | 3-27、31    |

### 郭家
| 演員   | 角色   | 介紹 | 登場集數 |
| 高 群  | 郭志賢 | 杜美惠之夫，郭菁菁之父，朱少之之岳父 60歲，燻雞店正港頭家，愛出風頭，愛說大話。燒了一手好吃的客家菜，卻不被老婆欣賞。頭上抹油，手上戴著金錶，成天西裝筆挺，開著一部破舊賓士車。老婆和飄香不和，自己和振揚倒是無話不談的好朋友。 | 1-31     |
| 吳佳珊 | 杜美惠 | 郭志賢之妻，郭菁菁之母，朱少之之岳母 60歲，燻雞店掛名頭家，嘴硬，好面子，舉凡大小事都要爭第一，振揚被飄香搶走後，她立誓絕不能再輸給飄香。 她想要贏過飄香的外貌，即使是市場擺攤，她也要穿金戴銀，打扮光鮮亮眼，不認識的人總以為她是來買菜的貴婦，不僅如此，美惠也要老公和女兒的穿著和她一樣，貴氣要逼人，一定要把朱飄香一家人比下去，讓振揚後悔當初選錯人，這是面子問題。 | 1-31     |

### 金家
| 演員   | 角色   | 介紹 | 登場集數         |
| 唐 川  | 金文德 | 約60歲，秀秀父。綽號豬肉文。豬肉界的郭苔鳴，身材壯碩，滿臉橫肉，一站出來就讓人感到壓力，身上穿金戴銀，一看就知道是暴發戶，豪爽，海派，大老粗，嗓門大。秀秀是他捧在手上發亮的珠子。自從秀秀失明後，豬肉文總是想盡辦法要讓女兒開心，但卻怎麼樣也無法重拾女兒笑容，直到少之闖入秀秀生活，豬肉文發現只有少之能讓秀秀笑逐顏開，以為秀秀心儀少之，為了讓女兒幸福，他登門拜訪朱家，希望結成親事，這才發現，少之刻意親近秀秀竟是一場騙局。                                             | 1-2、5-7、9-19   |
| 瑤涵沂 | 金秀秀 | 26歲，豬肉文的千金乖乖女。養豬大戶獨生女。鋼琴老師，清秀可人，氣質出眾，擁有一對水汪汪大眼卻看不見世界。從小在父母刻意培養下，在音樂方面表現突出，從小就立下志向想當音樂家，23歲那年，原本要出國深造，一場車禍傷了角膜，導致她雙眼失明，從此夢想沒了，男友跑了，秀秀怨天尤人想放棄自己，她意志消沉了三年，把自己關在家裡，足不出戶。在父母關心呵護下，秀秀終於想通了，她決定，不管未來的路如何艱辛，她開始學習重新面對自己人生，就在這時，少之的出現，讓她的人生開始有了逆轉。 | 2-4、6-11、13-19 |
| 吳懷中 | 林易   | 秀秀的前任男友，三年前24個小時照顧車禍的秀秀，得知得到胃癌，三年前到現在住院後，最後一個願望帶秀秀去音樂廳彈琴雙人演奏，死後把眼角膜給秀秀。 | 15-16            |
| 秦子宸 | 豬 肝  | 豬肉文手下。 | 1-7、14          |
| 吳國州 | 豬 腳  | 豬肉文手下。 | 1-7、14          |

### 張家
| 演員   | 角色  | 介紹                               | 登場集數 |
|        | 張 父 | 欣如養父，是植物人，住在療養中心。 | 31       |
|        | 張 母 | 欣如養母，不跟陌生人講話。         | 20、31   |
| 邱任庭 | 小 智 | 欣如弟，智能有障礙。               | 20、31   |

### 精品百貨公司
| 演員   | 角色   | 介紹                                                                   | 登場集數    |
| 安定亞 | 李富城 | 欣如老闆，朱震華乾兒子，精品百貨經理，富家闊少。要大清御坊在公司設櫃。 | 1、5、11-25 |
| 蕭家錡 | 職員   | 精品百貨企劃部職員。                                                   | 1、4        |
| 余佩緹 | 職員   | 精品百貨企劃部職員。                                                   | 1、4        |
| 趙涇宇 | 職員   | 精品百貨企劃部職員。                                                   | 1、4        |
| 紀睿騰 | 職員   | 精品百貨企劃部職員。                                                   | 1、4        |
| 顏家衛 | 職員   | 精品百貨企劃部職員。                                                   | 1、4        |
| 林宜君 | 職員   | 精品百貨企劃部職員。                                                   | 1、4        |
| 林 翰  | 職員   | 精品百貨企劃部職員。                                                   | 1、4        |
| 劉 璇  | 職員   | 精品百貨企劃部職員。                                                   | 1、4        |

### 大清御坊
| 演員   | 角色  | 介紹                                           | 登場集數 |
| 蔡宜君 | 阿 桃 | 大清御坊的員工，喜歡少傳。肖想跟少傳結婚生子。 | 全劇     |
| 陳思蓉 | 英 姐 | 大清御坊的員工。                               | 全劇     |
| 郭力夫 | 小 胖 | 大清御坊的員工。                               | 全劇     |
| 陳鵬洲 | 阿 瘦 | 大清御坊的員工。                               | 全劇     |

### 其他演員
| 演員   | 角色   | 介紹                                                                         | 登場集數          |
| 張克帆 | 經 理  | 電視台經理。                                                                 | 1                 |
| 楊 閔  | 主 任  | 電視台主任。                                                                 | 1-2、7、12、20-22 |
| 亞 里  | 楊恩琪 | 富麗醫師診所的護士，喜歡少家，被少家當傭人使喚。                             |                   |
| 趙     | 王偉同 | 雨霏前男友，嘟嘟的親生爸爸，知道嘟嘟有白血病，想要救嘟嘟，後來成全少家和雨霏 | 16-19             |

### 客串演出
| 演員   | 角色   | 介紹                                 | 登場集數 |
| 羅北安 | 宋大成 | 英華集團的首富，喜兒之父。           | 1-2      |
| 黃采儀 | 英 華  | 大成之妻，已過世，喜兒之母。         | 1        |
| 路斯明 | 新 郎  | 大成女婿，喜兒之夫。                 | 1        |
| 傅麗安 | 宋喜兒 | 大成之女。                           | 1        |
| 珊     | 主持人 | 千里婚緣婚友社主持人。               | 1        |
| 慧 慈  | 聯誼女 | 千里婚緣婚友社參選人。               | 1        |
| 如 花  | 聯誼女 | 千里婚緣婚友社參選人。               | 1        |
| 小 蝦  | 男演員 | 演《小三的春天》男主角，與少寶對戲。 | 3        |
| 李鳳新 | 李鳳新 | 豬肉文被抓時的檢察官。               | 13       |
| 錢君銜 | 蒜頭   | 討債兄弟倆，去郭家討債。             | 24       |
| 錢君仲 | 蒜尾   | 討債兄弟倆，去郭家討債。             | 24       |

## 電視劇歌曲
| 曲別   | 歌名       | 演唱者 | 作詞           | 作曲              |
| 片頭曲 | 華麗進行曲 | 潘瑋柏 | 潘瑋柏         | 潘瑋柏            |
| 片尾曲 | 偶陣雨     | 梁靜茹 | 陳沒           | 木蘭號 aka 陳韋伶 |
| 插曲   | 忘記擁抱   | 潘瑋柏 | 葛大為、吳易緯 | 張簡君偉          |
| 插曲   | 小愛情     | 梁靜茹 | 王藍茵         | 王藍茵            |

## 重要場景
- 東門市場
- 八里療養院
- 富麗牙醫診所
- 台北看守所
- 歐悅汽車旅館
- 晶晶百貨

## 收視率

### 台視
| 播映日期               | 週數     | 平均收視率 | 排名 | 集數    | 備註           |
| ---------------------- | -------- | ---------- | ---- | ------- | -------------- |
| 2012年8月7日－8月9日   | 01       | 0.66       | 5    | 01 - 03 |                |
| 2012年8月13日－8月16日 | 02       | 0.62       | 5    | 04 - 07 |                |
| 2012年8月20日－8月23日 | 03       | 0.73       | 5    | 08 - 11 |                |
| 2012年8月27日－8月30日 | 04       | 0.67       | 6    | 12 - 15 |                |
| 2012年9月3日－9月6日   | 05       | 0.58       | 7    | 16- 19  |                |
| 2012年9月10日－9月13日 | 06       | 0.54       | 5    | 20- 23  |                |
| 2012年9月17日－9月20日 | 07       | 0.52       | 6    | 24- 27  |                |
| 2012年9月24日－9月27日 | 08       | 0.61       | 7    | 28- 31  | 9/27精采完結篇 |
| 平均收視               | 平均收視 | 0.62       |      | -       | -              |

- 同時段節目：
  - 三立：
    - 三立台灣台《牽手》
    - 三立都會台《剩女保鏢》

  - 民視《風水世家》
  - 華視《宮鎖珠簾》
  - 中視《傾城雪／大秦帝國之縱橫》
  - 大愛《心和萬事興／幸福好簡單／雨露》
- 由AGB尼爾森調查，調查範圍是四歲以上收看電視之觀眾。
- 資料來源：中時娛樂、凱絡媒體週報

## 製作團隊
- 製作人：李立國
- 統籌：黃義杰
- 編劇統籌：朱永崑、林雅婷
- 編　劇：王昭華、何妤珩、郭湘綺、孫崑林、蕭瀾、徐琦、周君琳
- 導　演：朱建青
- 製作公司：台灣電視公司
- 助理導播：曹智瑋、吳佩璇、莊子瑩、曾富郁、李宜璇、林益全
- 導播：洪于茹、楊志堅
- 贊助單位：

## 新聞
- 《東門四少》影后楊貴媚哭憶黃敏 新婚梁正群 親熱戲先報備 （页面存档备份，存于）
- 張雁名為林韋君抱不平　承認她是我的菜 （页面存档备份，存于）
- 53歲楊貴媚憾無子 當《四少》娘過乾癮 （页面存档备份，存于）

## 外部連結
- 台視《東門四少》官網 （页面存档备份，存于）
- 《東門四少》官方Facebook （页面存档备份，存于）

## 作品的變遷
| 台視 星期一至星期四20:00~22:10 | 台視 星期一至星期四20:00~22:10                                                              | 台視 星期一至星期四20:00~22:10 |
| ------------------------------ | ------------------------------------------------------------------------------------------- | ------------------------------ |
|                                | 東門四少 (2012.08.07 -2012.09.27)                                                           |                                |
| 帝錦 (2012.06.25 - 2012.08.06) | 陽光正藍(20:00-21:00) (2012.10.01 - 2012.11.01) 後宮(21:00-22:10) (2012.10.01 - 2012.11.01) |                                |

| 台視綜合台 星期一至星期五11:00~13:00 | 台視綜合台 星期一至星期五11:00~13:00 | 台視綜合台 星期一至星期五11:00~13:00 |
| ------------------------------------ | ------------------------------------ | ------------------------------------ |
|                                      | 東門四少 (2012.11.14 -2012.12.26)    |                                      |
| 雙龍傳 (2012.10.17 - 2012.11.13)     | 陽光正藍 (2013.12.27 - 2013.01.09)   |                                      |